# Orthosiphon humbertii
Orthosiphon humbertii là một loài thực vật có hoa trong họ Hoa môi. Loài này được Danguy mô tả khoa học đầu tiên năm 1926.